# Ontario Hockey Federation
Ontario Hockey Federation (OHF), är ett kanadensiskt delregionalt ishockeyförbund som ansvarar för all ishockeyverksamhet på nivåerna för proffsjunior och amatör i stora delar av den kanadensiska provinsen Ontario, dock inte i nordvästra och östra delarna, de områdena styrs av Hockey Northwestern Ontario respektive Hockey Eastern Ontario.
De är Kanadas största regionala ishockeyförbund med 247 819 registrerade (215 120 spelare, 26 109 tränare och 6 590 domare) hos sig för säsongen 2017–2018, det motsvarar nästan 33% av alla registreringar i landet under den aktuella säsongen.
OHF är medlem i det nationella ishockeyförbundet Hockey Canada.

## Förbund
Följande förbund ingår i OHF:
- Alliance Hockey
- Greater Toronto Hockey League
- Northern Ontario Hockey Association
- Ontario Hockey Association
- Ontario Minor Hockey Association
- Ontario Women's Hockey Association

## Liga
Följande liga är sanktionerad av OHF:
- Greater Ontario Junior Hockey League (GOJHL)
- Ontario Hockey League (OHL)